# Jonáš Maxim
Jonáš Maxim MSU (né le 21 novembre 1974 à Levoča en Tchécoslovaquie) est un prêtre slovaque nommé archevêque métropolite de Prešov et primat de l'Église grecque-catholique slovaque par le pape François le 26 octobre 2023.

## Biographie
Jonáš Maxim effectue ses études à la Faculté de théologie gréco-catholique de Prešov et est ordonné prêtre le 11 juillet 1998.
Après avoir obtenu un Master en théologie (1998), il entreprend des études à l'Institut pontifical oriental de Rome, où il obtient une licence (2000). Dans les années 2001-2004, il devient le père spirituel du séminaire sacerdotal de Prešov et dans les années 2002-2004, il enseigne en tant que professeur assistant de théologie systématique à l'Université de Prešov. En 2004, il entre au noviciat studite la Laure de Univ en Ukraine et le 22 mai 2008, il reçoit un petit "Skhima" (prononcé des vœux monastiques)
Dans les années 2008-2009, il est membre du noviciat de l'Université et plus tard supérieur général de l'ermitage Saint-André à Luzhki. En 2010, il est nommé maître des novices jusqu'à son élection comme supérieur du monastère Saint-Joseph de Lviv, poste qu'il occupera jusqu'en 2013. Entre 2013 et 2017, il effectue des études doctorales à l'Institut pontifical oriental de Rome avec une thèse sur Monachisme studite. De retour en Ukraine, il est élu supérieur du monastère Saint-Michel de Lviv et curé de la communauté locale. 
En 2020, il a été élu Higoumène (abbé) de la Laure de Univ.
Le 26 octobre 2023, le pape François le nomme archevêque métropolite de Prešov et primat de l'Église grecque-catholique slovaque.